# Alexander Gorgon
Alexander Gorgon (Viena, 28 de octubre de 1988) es un futbolista austríaco que juega de centrocampista en el SC Rheindorf Altach de la Bundesliga austriaca.

## Clubes
| Club                   | País    | Año       | Partidos | Goles |
| ---------------------- | ------- | --------- | -------- | ----- |
| F. K. Austria Viena II | Austria | 2009-2011 | 37       | 9     |
| F. K. Austria Viena    | Austria | 2011-2016 | 163      | 52    |
| H. N. K. Rijeka        | Croacia | 2016-2020 | 127      | 42    |
| Pogoń Szczecin         | Polonia | 2020-2025 | 109      | 22    |
| SC Rheindorf Altach    | Austria | 2025-     | 15       | 0     |

## Palmarés

### Títulos nacionales
| Título          | Club                | País    | Año  |
| --------------- | ------------------- | ------- | ---- |
| Bundesliga      | F. K. Austria Viena | Austria | 2013 |
| Prva HNL        | H. N. K. Rijeka     | Croacia | 2017 |
| Copa de Croacia | H. N. K. Rijeka     | Croacia | 2017 |
| Copa de Croacia | H. N. K. Rijeka     | Croacia | 2019 |
| Copa de Croacia | H. N. K. Rijeka     | Croacia | 2020 |